# Audi 80 B3
Audi 80 B3 (type 89) var en bilmodel fra Audi, som blev introduceret i sommeren 1986 som tredje generation af Audi 80 med fuldt forzinket karrosseri. Modellen afløste den i 1978 introducerede Audi 80 B2.
I efteråret 1991 blev modellen afløst af Audi 80 B4, som også fandtes som stationcar.

## Historie
Ligesom på den i sommeren 1982 introducerede Audi 100 C3 fandt det nye "Aero-design" anvendelse. Luftmodstandskoefficenten (Cw) kunne sænkes igen til 0,29. De forskellige udstyrsvarianter, som førhen var kendetegnet ved tilnavne til modelbetegnelsen, bortfaldt. Modellerne var udstyret med sikkerhedssystemet Procon-ten, som var tænkt som alternativ til airbags og for første gang kunne fås til Audi 80/90 mod en merpris på ca. 1000 D-mark. Audi 80 kunne med undtagelse af dieselvarianterne og 1,6-liters benzinvarianterne også fås med firehjulstræksystemet quattro. Modellen fandtes også med femcylindrede benzinmotorer og 1,6-liters turbodieselmotor under navnet Audi 90.
Audi 80 B3 blev fra sensommeren 1986 i første omgang kun solgt som firedørs sedan.
Fra efteråret 1988 fandtes der også en sportscoupé under navnet Audi Coupé. I sommeren 1990 fulgte Audi S2 Coupé med femcylindret turbomotor med 220 hk. S2 Coupé var forsynet med en modificeret front, som efter faceliftet i sommeren 1991 i let modificeret form også blev benyttet på sedanudgaven af efterfølgeren Audi 80 B4.
I juni 1991 kom Audi Cabriolet på basis af Audi 80 B3. Karrosseridetaljerne modsvarede allerede Audi 80 B4.
De sidste eksemplarer af Audi 80 B3 blev produceret i slutningen af 1991. Samtidig blev den kraftigt faceliftede modelserie Audi 80 B4 introduceret.
I november 1994 blev den sidste Audi 80-generation afløst af Audi A4. 80 Avant fortsatte frem til slutningen af 1995, Coupé frem til slutningen af 1996. Cabriolet fik i foråret 1997 mindre modifikationer, før den udgik i sommeren 2000.
- Bagfra
- Audi 90 (1987–1991)
- Audi Coupé (1988–1996)

## Sikkerhed
Det svenske forsikringsselskab Folksam vurderer flere forskellige bilmodeller ud fra oplysninger fra virkelige ulykker, hvorved risikoen for død eller invaliditet i tilfælde af en ulykke måles. I rapporterne er/var Audi 80 B3 samt B4 klassificeret som følger:
- 2001: Mindst 20% bedre end middelbilen[1]
- 2003: Som middelbilen[2]
- 2005: Mindst 15% bedre end middelbilen[3]
- 2007: Dårligere end middelbilen[4]
- 2009: Som middelbilen[5]
- 2011: Dårligere end middelbilen[6]
- 2013: Som middelbilen[7]

## Motorer
| Model         | Slagvolume cm³ | Max. effekt kW (hk) / omdr. | Max. drejningsmoment Nm / omdr. | Fødesystem                       | Motorkode | 0-100 km/t sek. | Topfart km/t | Byggeår           |
| ------------- | -------------- | --------------------------- | ------------------------------- | -------------------------------- | --------- | --------------- | ------------ | ----------------- |
| Benzinmotorer |                |                             |                                 |                                  |           |                 |              |                   |
| 1.4           | 1399           | 48 (65) / 5200              | 110 / 3000                      | Karburator                       | SE        |                 |              | 8/1986 − 7/1988   |
| 1.6           | 1595           | 51 (69) / 5200              | 118−123 / 2700                  | Karburator, katalysator          | PP        | 14,1            | 168          | 8/1989 − 12/19911 |
| 1.6           | 1595           | 55 (75) / 5200              | 125 / 2700                      | Karburator                       | RN        | 13,9            | 167          | 8/1986 − 12/1991  |
| 1.6           | 1595           | 75 (102) / 6300             | 135 / 3500                      | Benzinindsprøjtning              | ABB       | 12,3            | 190          | 8/1990 − 12/1991  |
| 1.8           | 1781           | 55 (75) / 4500              | 140 / 2500                      | Karburator, katalysator          | RU        | 13,7            | 1672         | 10/1986 − 1/1990  |
| 1.8 S         | 1781           | 65 (88) / 5200              | 142 / 3300                      | Karburator, katalysator          | SF        | 11,8            | 179          | 8/1986 − 7/1990   |
| 1.8 S         | 1781           | 66 (90) / 5200              | 150 / 3300                      | Karburator                       | NE        | 12,2            | 182          | 8/1986 − 12/1991  |
| 1.8 S         | 1781           | 66 (90) / 5400              | 145 / 3350                      | Benzinindsprøjtning, katalysator | JN        | 12,4            | 182          | 8/1986 − 12/1991  |
| 1.8 S         | 1781           | 66 (90) / 5500              | 142 / 3250                      | Benzinindsprøjtning, katalysator | PM        | 12,4            | 182          | 3/1988 − 12/1991  |
| 1.8 E         | 1781           | 82 (112) / 5800             | 160 / 3400                      | Benzinindsprøjtning              | DZ        | 10,9            | 195          | 8/1986 − 12/1991  |
| 1.9 E         | 1847           | 83 (113) / 5600             | 160 / 3400                      | Benzinindsprøjtning, katalysator | SD        | 10,5            | 196          | 9/1986 − 7/1988   |
| 2.0 E         | 1984           | 83 (113) / 5300             | 170 / 3250                      | Benzinindsprøjtning, katalysator | 3A        | 10,9            | 196          | 8/1988 − 10/1990  |
| 2.0 E         | 1984           | 85 (115) / 5300             | 168 / 3250                      | Benzinindsprøjtning, katalysator | AAD       | 10,9            | 196          | 8/1990 − 12/1991  |
| 16V           | 1984           | 101 (137) / 5800            | 181 / 4500                      | Benzinindsprøjtning, katalysator | 6A        | 9,0             | 208          | 3/1990 − 12/1991  |
| Dieselmotorer |                |                             |                                 |                                  |           |                 |              |                   |
| Diesel        | 1588           | 40 (54)3 / 4800             | 1003 / 2700 − 3200              | Hvirvelkammer                    | JK        | 20,0            | 153          | 8/1986 − 7/1989   |
| Diesel        | 1896           | 50 (68) / 4400              | 127 / 2200 − 2600               | Hvirvelkammer                    | 1Y        | 16,9            | 165          | 8/1989 − 12/1991  |
| Turbodiesel   | 1588           | 59 (80) / 4500              | 155 / 2600 − 3000               | Hvirvelkammer, turbolader        | RA        | 14,0            | 172          | 4/1988 − 7/1990   |
| Turbodiesel   | 1588           | 59 (80) / 4500              | 152 / 2300 − 2800               | Hvirvelkammer, turbolader        | SB        | 14,6            | 174          | 4/1989 − 12/1991  |

## Modelbetegnelse
Det antages ofte, at betegnelsen "B3" ikke er blevet officielt benyttet af Audi. Dette er ikke korrekt. Betegnelsen blev benyttet såvel under modellens udvikling som i Audis historiske arkiver.